# Jasir Asani
Jasir Asani (Szkopje, 1995. május 19. –) albán válogatott labdarúgó, a Kvangdzsu csatára.

## Pályafutása

### Klubcsapatokban
Asani albán családban született az észak-macedón fővárosban, Szkopjéban. Pályafutása a Vardar Szkopje ifjúsági akadémiáin kezdődött. Először 2013-ban írt alá profi szerződést a klubbal. 2017-től a KF Shkupiban majd az FK Pobeda Prilep csapataihoz került kölcsönjátékosként. Ezután a Partizani Tiranához igazolt. 2019-ben albán bajnok lett. 2019 végén a szezon végéig kölcsönadták a svéd első osztályú AIK Solnához. 2021-ben a Kisvárdhoz igazolt.
2022. július 21-én a labdarúgó Európa-konferencialiga 2. selejtezőkörében – csereként beállva – győztes gólt szerzett a kazah Kajrat Almati ellen 1–0-ra megnyert idegenbeli mérkőzésén. Augusztus 11-én a norvég Molde FK elleni Európa-konferencialiga selejtező mérkőzésen 2 gólt szerzett, a Kisvárda 2–1-re győzött.
2022 decemberében jelentették be, hogy a Kvangdzsu kivásárolta a szerződéséből és 2023. január 1-jén csatlakozott új csapatához.

### A válogatottban
Észak-Macedónia különböző korosztályú ifjúsági és utánpótlás csapataiban játszott.
Az albán állampolgárság megszerzése után 2016-ban egy mérkőzést játszott az Albán U21-es labdarúgó-válogatottban a Szaúd-Arábiával vívott barátságos mérkőzésen, ahol ő szerezte csapata gólját.

## Statisztika

### A válogatottban
| Válogatott | Év       | Mérk | Gól |
| ---------- | -------- | ---- | --- |
| Albánia    | 2023     | 9    | 3   |
| Albánia    | 2024     | 7    | 1   |
| Összesen   | Összesen | 16   | 4   |

### Mérkőzései az albán válogatottban
megjegyzés Az eredmények az albán válogatott szemszögéből értendők.
| #  | Dátum             | Ellenfél      | Eredmény | Kiírás       | Esemény |
| -- | ----------------- | ------------- | -------- | ------------ | ------- |
| 1. | 2023. március 27. | Lengyelország | 0 – 1    | Eb-selejtező | 70'     |

## Sikerei, díjai
Vardar Szkopje
- Macedón bajnok (3): 2015, 2016, 2017

 FC Partizani Tirana
- Albán bajnok: 2019
- Albán Szuperkupa-győztes: 2019

 Kisvárda
- Magyar labdarúgó-bajnokság ezüstérmes: 2021–22